# Conference League 2001-2002
La Conference League 2001-2002, conosciuta anche con il nome di Nationwide Conference per motivi di sponsorizzazione, è stata la 23ª edizione del campionato inglese di calcio di quinta divisione.

## Squadre partecipanti
| Squadra                           | Città                | Stagione precedente                                            |
| --------------------------------- | -------------------- | -------------------------------------------------------------- |
| Barnet                            | Londra (High Barnet) | 24º posto in Football League Third Division, retrocesso        |
| Boston United                     | Boston               | 12º posto in Conference League                                 |
| Chester City                      | Chester              | 8º posto in Conference League                                  |
| Dagenham & Redbridge              | Londra (Dagenham)    | 3º posto in Conference League                                  |
| Doncaster Rovers                  | Doncaster            | 9º posto in Conference League                                  |
| Dover Athletic                    | Dover                | 15º posto in Conference League                                 |
| Farnborough Town                  | Farnborough          | 1º posto in Isthmian League Premier Division, promosso         |
| Forest Green Rovers               | Nailsworth           | 16º posto in Conference League                                 |
| Hayes                             | Londra (Hayes)       | 18º posto in Conference League                                 |
| Hereford United                   | Hereford             | 11º posto in Conference League                                 |
| Leigh Railway Mechanics Institute | Leigh                | 5º posto in Conference League                                  |
| Margate                           | Margate              | 1º posto in Southern League Premier Division, promosso         |
| Morecambe                         | Morecambe            | 19º posto in Conference League                                 |
| Northwich Victoria                | Northwich            | 17º posto in Conference League                                 |
| Nuneaton Borough                  | Nuneaton             | 13º posto in Conference League                                 |
| Scarborough                       | Scarborough          | 10º posto in Conference League                                 |
| Southport                         | Southport            | 4º posto in Conference League                                  |
| Stalybridge Celtic                | Stalybridge          | 1º posto in Northern Premier League Premier Division, promosso |
| Stevenage Borough                 | Stevenage            | 7º posto in Conference League                                  |
| Telford United                    | Telford              | 6º posto in Conference League                                  |
| Woking                            | Woking               | 14º posto in Conference League                                 |
| Yeovil Town                       | Yeovil               | 2º posto in Conference League                                  |

## Classifica finale
|  | Pos. | Squadra            | Pt | G  | V  | N  | P  | GF | GS | DR  |
|  | ---- | ------------------ | -- | -- | -- | -- | -- | -- | -- | --- |
|  | 1    | Boston Utd         | 84 | 42 | 25 | 9  | 8  | 84 | 42 | +42 |
|  | 2    | Dag & Red          | 84 | 42 | 24 | 12 | 6  | 70 | 47 | +23 |
|  | 3    | Yeovil Town        | 70 | 42 | 19 | 13 | 10 | 66 | 53 | +13 |
|  | 4    | Doncaster          | 67 | 42 | 18 | 13 | 11 | 68 | 46 | +22 |
|  | 5    | Barnet             | 67 | 42 | 19 | 10 | 13 | 64 | 48 | +16 |
|  | 6    | Morecambe          | 62 | 42 | 17 | 11 | 14 | 63 | 67 | -4  |
|  | 7    | Farnborough Town   | 61 | 42 | 14 | 16 | 12 | 59 | 53 | +6  |
|  | 8    | Margate            | 58 | 42 | 18 | 7  | 17 | 66 | 54 | +8  |
|  | 9    | Telford Utd        | 57 | 42 | 14 | 15 | 13 | 63 | 58 | +5  |
|  | 10   | Nuneaton Borough   | 57 | 42 | 16 | 9  | 17 | 57 | 57 | 0   |
|  | 11   | Stevenage          | 55 | 42 | 15 | 10 | 17 | 57 | 60 | -3  |
|  | 12   | Scarborough (-1)   | 55 | 42 | 14 | 14 | 14 | 55 | 63 | -8  |
|  | 13   | Northwich Victoria | 55 | 42 | 16 | 7  | 19 | 57 | 70 | -13 |
|  | 14   | Chester City       | 54 | 42 | 15 | 9  | 18 | 54 | 51 | +3  |
|  | 15   | Southport          | 53 | 42 | 13 | 14 | 15 | 53 | 49 | +4  |
|  | 16   | Leigh              | 53 | 42 | 15 | 8  | 19 | 56 | 58 | -2  |
|  | 17   | Hereford Utd       | 52 | 42 | 14 | 10 | 18 | 50 | 53 | -3  |
|  | 18   | Forest Green       | 51 | 42 | 12 | 15 | 15 | 54 | 76 | -22 |
|  | 19   | Woking             | 48 | 42 | 13 | 9  | 20 | 59 | 70 | -11 |
|  | 20   | Hayes              | 44 | 42 | 13 | 5  | 24 | 53 | 80 | -27 |
|  | 21   | Stalybridge Celtic | 43 | 42 | 11 | 10 | 21 | 40 | 69 | -29 |
|  | 22   | Dover Athletic     | 39 | 42 | 11 | 6  | 25 | 41 | 65 | -24 |

Legenda:
      Promosso in Football League Third Division 2002-2003.
      Retrocesso in Northern Premier League 2002-2003.
      Retrocesso in Isthmian League 2002-2003.
      Retrocesso in Southern League 2002-2003.
Regolamento:
Tre punti a vittoria, uno a pareggio, zero a sconfitta.
In caso di arrivo di due o più squadre a pari punti, la graduatoria viene stilata secondo i seguenti criteri:
- differenza reti
- maggior numero di gol segnati

Note:

Boston United Campione della Conference League 2001-2002 e promosso in Football League Third Division 2002-2003 per miglior differenza reti rispetto all'ex aequo Dagenham & Redbridge.
Lo Scarborough è stato sanzionato con 1 punto di penalizzazione.